# Piotr (L’Huillier)
Piotr, imię świeckie Paul L’Huillier (ur. 3 grudnia 1926 w Paryżu, zm. 19 listopada 2007 w Nowym Jorku) – amerykański biskup prawosławny, z pochodzenia Francuz.

## Życiorys
Paul L’Huillier został ochrzczony w Kościele katolickim. W wieku 19 lat dokonał konwersji na prawosławie, gdy był studentem Instytutu św. Dionizego w Paryżu. W kolejnych latach uzyskał dyplom licencjata teologii prawosławnej na Moskiewskiej Akademii Teologicznej. W 1952 rozpoczął pracę wykładowcy w prawosławnym seminarium duchownym w Villemoisson, gdzie był zatrudniony przez dziesięć lat. 30 sierpnia 1954 złożył wieczyste śluby zakonne, przyjmując imię Piotr. 4 i 5 września 1954 był kolejno wyświęcany na hierodiakona i hieromnicha. Został przyjęty w poczet duchowieństwa Zachodnioeuropejskiego Egzarchatu Rosyjskiego Kościoła Prawosławnego i skierowany do pracy w parafiach Trzech Świętych Hierarchów w Paryżu oraz Ikony Matki Bożej „Wszystkich Strapionych Radość” w tym samym mieście. W 1960 został podniesiony do godności archimandryty. W 1966 podjął pracę wykładowcy na Katolickim Uniwersytecie w Paryżu, gdzie wykładał do 1978.
12 września 1968 wyświęcony na biskupa chersoneskiego, zwierzchnika jednej z eparchii obejmujących prawosławne parafie rosyjskie na zachodzie Europy. Chirotonia miała miejsce w Ławrze św. Aleksandra Newskiego w Leningradzie.
W 1979 biskup Piotr (L’Huillier) został zaproszony przez metropolitę waszyngtońskiego i całej Ameryki Teodozjusza (Lazora) do przejścia w jurysdykcję Kościoła Prawosławnego w Ameryce (OCA) w charakterze biskupa pomocniczego diecezji Nowego Jorku i New Jersey. Duchowny uczynił to po dwóch latach i za zgodą Cerkwi Rosyjskiej opuścił jej jurysdykcję. W OCA otrzymał obiecaną godność oraz tytuł biskupa Brooklynu. Po dwóch latach został ordynariuszem diecezji Nowego Jorku i New Jersey. Równolegle kontynuował studia doktorskie w Moskiewskiej Akademii Duchownej, uzyskując w 1985 tytuł doktora prawa kanonicznego za pracę nt. pierwszych czterech soborów powszechnych. W 1989 został podniesiony do godności arcybiskupiej. Jako specjalista w zakresie prawosławnego prawa kanonicznego był uczestnikiem dialogu ekumenicznego oraz licznych konferencji i sesji naukowych organizowanych przez autokefaliczne Kościoły prawosławne. Od 1979 pracował również w seminarium duchownym św. Włodzimierza w Crestwood.
Od początku swojej posługi duchownej w Stanach Zjednoczonych przewodniczył wydziałowi Spraw Zewnętrznych Kościoła Prawosławnego w Ameryce. Zasiadał również w Stałej Komisji Kanonicznych Biskupów Prawosławnych Ameryki, gdzie działał na rzecz zjednoczenia wszystkich jurysdykcji prawosławnych na kontynencie amerykańskim w jednym Kościele autokefalicznym.
W marcu 2005, na własną prośbę, odszedł w stan spoczynku. Zmarł dwa lata później i został pochowany w monasterze św. Tichona w South Canaan.